# Acaulimalva rauhii
Acaulimalva rauhii là một loài thực vật có hoa trong họ Cẩm quỳ. Loài này được (Hochr.) Krapov. mô tả khoa học đầu tiên năm 1974.